# Yazaki
Yazaki Corporation (矢崎総業株式会社 Yazaki Sōgyō Kabushiki kaisha) er en japansk producent af bildele. Virksomhedens oprindelse er i Japan, hvor den blev grundlagt i 1929 og hovedkontoret er i Tokyo. I dag er det en multinational koncern, hvor 90 % af de ca. 300.000 ansatte er i andre lande.
Produkterne inkluderer elektriske kabler, instrumenter, aircon og andet til bilindustri.